# 丽江唐松草
丽江唐松草（学名：Thalictrum wangii）为毛茛科唐松草属下的一个种。